# À seize ans dans l'enfer d'Amsterdam
Pour plus de détails, voir Fiche technique et Distribution.
À seize ans dans l'enfer d'Amsterdam (Hanna D. - La ragazza del Vondel Park) est un drame érotique franco-italien réalisé par Rino Di Silvestro et sorti en 1984.

## Synopsis
Amsterdam. Hanna D. est une adolescente contrainte de se prostituer pour subvenir aux besoins de sa mère, elle-même une prostituée alcoolique d'âge mûr à la merci d'un homme violent. Hanna croit pouvoir échapper à cette situation lorsqu'elle rencontre Miguel, un garçon qui la séduit d'abord, puis l'asservit à l'héroïne et devient son proxénète, l'obligeant à tourner des films pornographiques et à continuer à se prostituer dans la rue, tout en vendant de la drogue. Pearl, la mère d'Hanna, tombe amoureuse de Miguel et espère que le garçon la préférera à Hanna. Cette situation empêche Hanna de se débarrasser de Miguel, qui est toujours là pour l'inciter à se prostituer ou, à défaut, pour assouvir ses instincts sexuels avec Pearl, plus âgée qu'elle. Après de nombreuses mésaventures, y compris l'emprisonnement, Hanna est sauvée du cauchemar dans lequel elle a été plongée par Alex, un garçon qui est tombé amoureux d'elle et qui est prêt à affronter Miguel pour la sauver.

## Fiche technique
- Titre français : À seize ans dans l'enfer d'Amsterdam[1]
- Titre original italien : Hanna D. - La ragazza del Vondel Park[2]
- Réalisation : Rino Di Silvestro (sous le nom d'« Axel Berger »)
- Scénario : Rino Di Silvestro, Hervé Piccini
- Photographie : Franco Delli Colli (it)
- Montage : Bruno Mattei
- Musique : Luigi Ceccarelli
- Production : Jacques Leitienne, Gabriel Rossini, René-Marie Bobichon
- Sociétés de production : Les Films Jacques Leitienne, Beatrice Film, Impexci
- Pays de production :  Italie -  France
- Langue originale : italien
- Format : Couleur - 1,85:1
- Genre : Drame érotique
- Durée : 83 minutes
- Dates de sortie :
  - France : 28 novembre 1984
  - Italie : 7 février 1985

## Distribution
- Ann-Gisel Glass : Hanna
- Donatella Damiani : Jeannette
- Antonio Serrano : Miguel
- Sebastiano Somma : Alex
- Karin Schubert : Perle
- Jacques Stany
- Georges Millon
- Fausto Lombardi
- Homer Hut